# شانون غيليغان
شانون غيليغان (بالإنجليزية: Shannon Gilligan)‏ (1950 في الولايات المتحدة)؛ كاتِبة مُتخصِّصة في أدب الأطفال وروائية أمريكية.